# Akiko Dōmoto
Pour les articles homonymes, voir Dōmoto.
Akiko Dōmoto (堂本 暁子, Dōmoto Akiko) est une femme politique japonaise née le 31 juillet 1932, qui a notamment été gouverneure de la préfecture de Chiba de 2001 à 2009, la première femme élue gouverneur de cette préfecture et la troisième femme gouverneur au Japon.

## Jeunesse, études et carrière pré-électorale
Akiko Dōmoto naît le 31 juillet 1932 à San Francisco, en Californie. Elle étudie jusqu'en 1959 à la Tokyo Woman's Christian University, avant de rejoindre la chaîne de télévision Tokyo Broadcasting System. Elle réalise le documentaire Baby Hotel en 1980, récompensé du Japan Newspaper Publishers and Editors Association (en).

## Carrière électorale

### Conseillère du Japon et présidente du Nouveau Parti pionnier

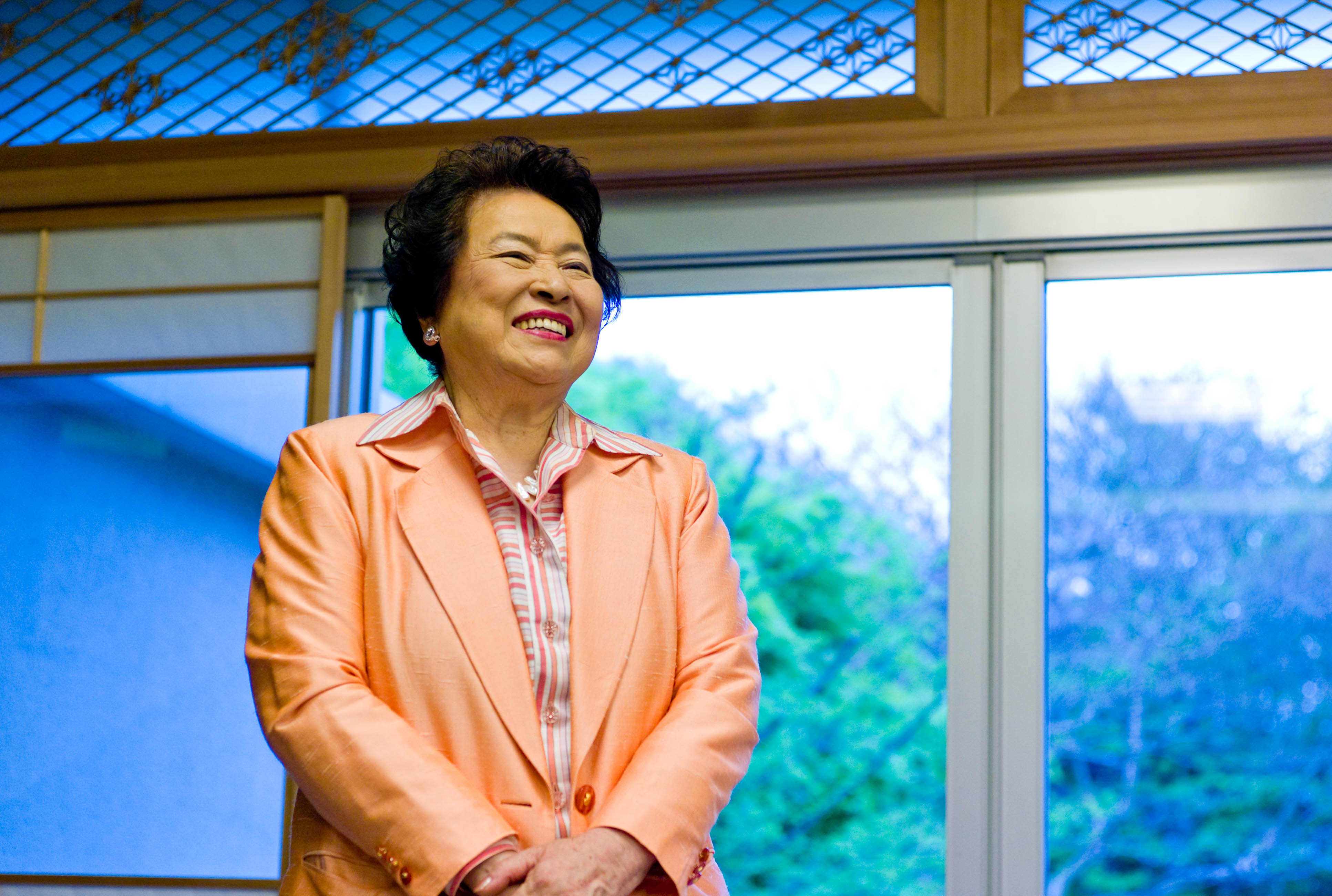
Akiko Dotomo en 2008.

Lors des 15e élections de la Chambre des conseillers du Japon en 1989, Domoto fait son entrée à la Diète du Japon sous l'étiquette du Parti socialiste japonais grâce à la dose de proportionnelle instaurée. Lors du renouvellement de la moitié de la Chambre des conseillers du 23 juillet 1995, elle fait partie des candidats proposés par le Nouveau Parti pionnier, qu'elle a rejoint en 1994, sur la liste proportionnelle. Elle est élue et prend ainsi la tête du groupe parlementaire du Nouveau Parti pionnier à la chambre haute. Durant son mandat, elle se bat pour l'égalité homme-femme, contre la prostitution infantile et les violences domestiques, notamment en dénonçant en 1999 le sexisme du gouvernement japonais, ayant rapidement autorisé les pilules de Viagra mais bannissant toujours l'usage de la pilule contraceptive. Elle est également opposée aux limitations et aux contraintes utilisées comme moyen thérapeutique. Elle se bat aussi pour autoriser l'avortement au Japon.
À la suite de l'échec de son parti aux élections législatives japonaises de 1996, Shōichi Ide, le président, démissionne et Akiko Dōmoto le remplace alors à ce poste jusqu'en 2001, date à laquelle elle démissionne de ses activités parlementaires et de la présidence du parti pour briguer la gouvernance de la préfecture de Chiba en tant qu'indépendante, bien que soutenue par le Nouveau Parti pionnier.

### Gouvernance de la préfecture de Chiba
Elle obtient ce poste, devenant ainsi la première femme gouverneure de cette préfecture, la première en tant qu'indépendante. Très sensible aux causes environnementales,, elle s'engage dès son élection en annulant un projet visant à remplacer les zones humides de Sanbanze par un centre de traitement des eaux usées, préservant ainsi l'un des derniers lieux de refuge pour les oiseaux migrateurs de la région de la baie de Tokyo,, respectant l'une de ses promesses de campagne,. Le budget alloué à ce projet est alors redistribué dans des projets initiés par les habitants de la préfecture de Chiba, la participation citoyenne tenant à cœur de Dōmoto. Les activistes de l'époque saluent ce geste de la gouverneure. Par souci de transparence avec ses électeurs, elle dévoile ses revenus en tant que gouverneure dès 2002, bien que n'étant pas obligée de le faire.
Initialement tentée par un troisième mandat en tant que gouverneure de Chiba, elle décide finalement de ne pas briguer ce poste, partant ainsi à la retraite à l'âge de 77 ans après huit ans à la gouvernance de Chiba. Elle soutient alors Yoshida Hira, mais ce dernier est battu par Kensaku Morita, qui lui succède.
Elle reste impliquée dans la vie politique japonaise, notamment sur des sujets liées à l'égalité homme-femme, ou l'environnement,,.

## Prises de position
Elle est également présidente de l'association des femmes japonaises agissant pour la réduction des risques de catastrophes naturelles. Elle s'est notamment impliquée dans la reconstruction des dommages causés par le tsunami de 2011 au Japon, en plus de la lutte contre les discriminations faites aux femmes,.
Dōmoto s'implique également contre les discriminations faites aux personnes en situation de handicap, notamment par le personnel hospitalier.

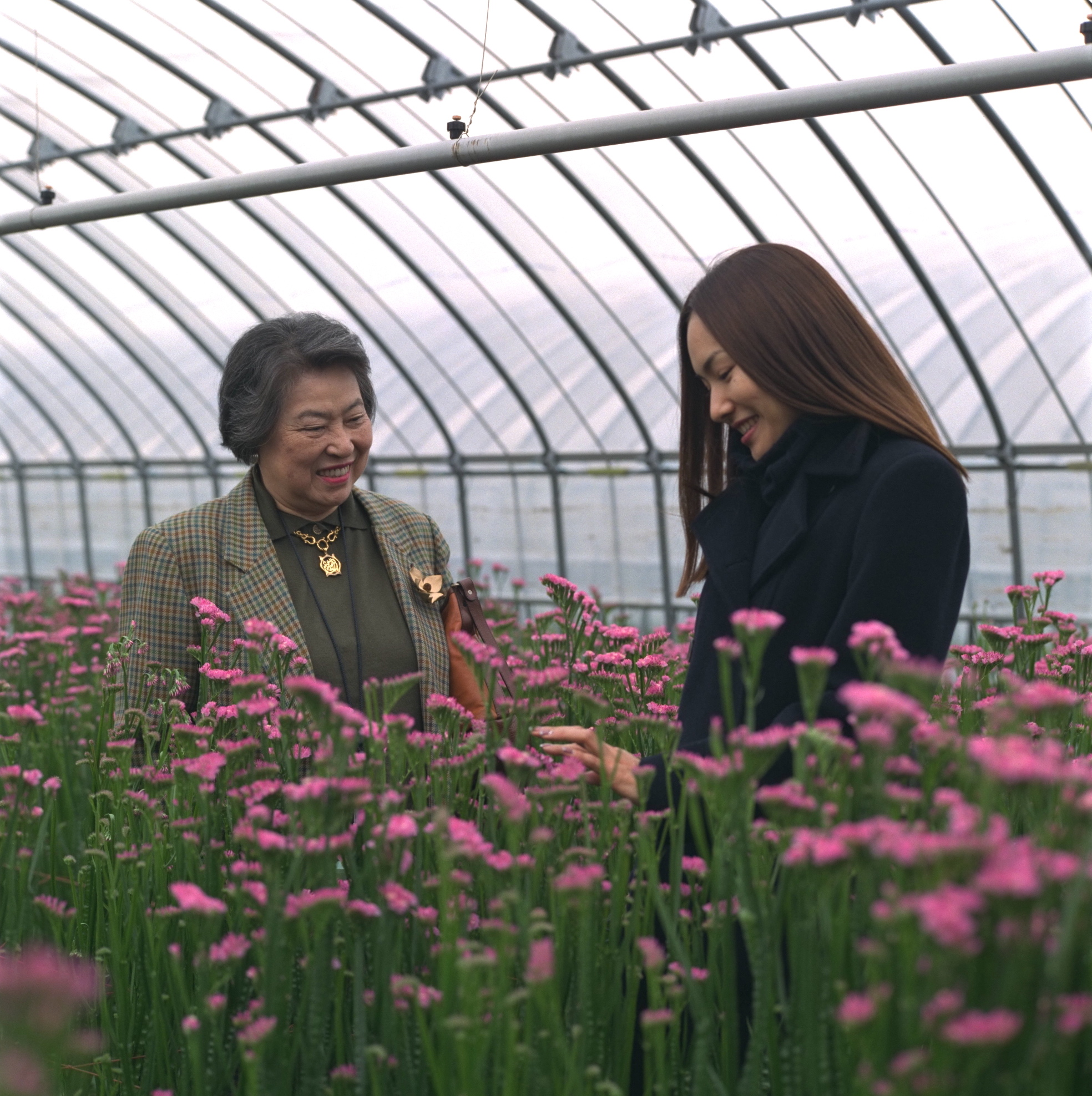
Akiko Dōmoto en 2005.
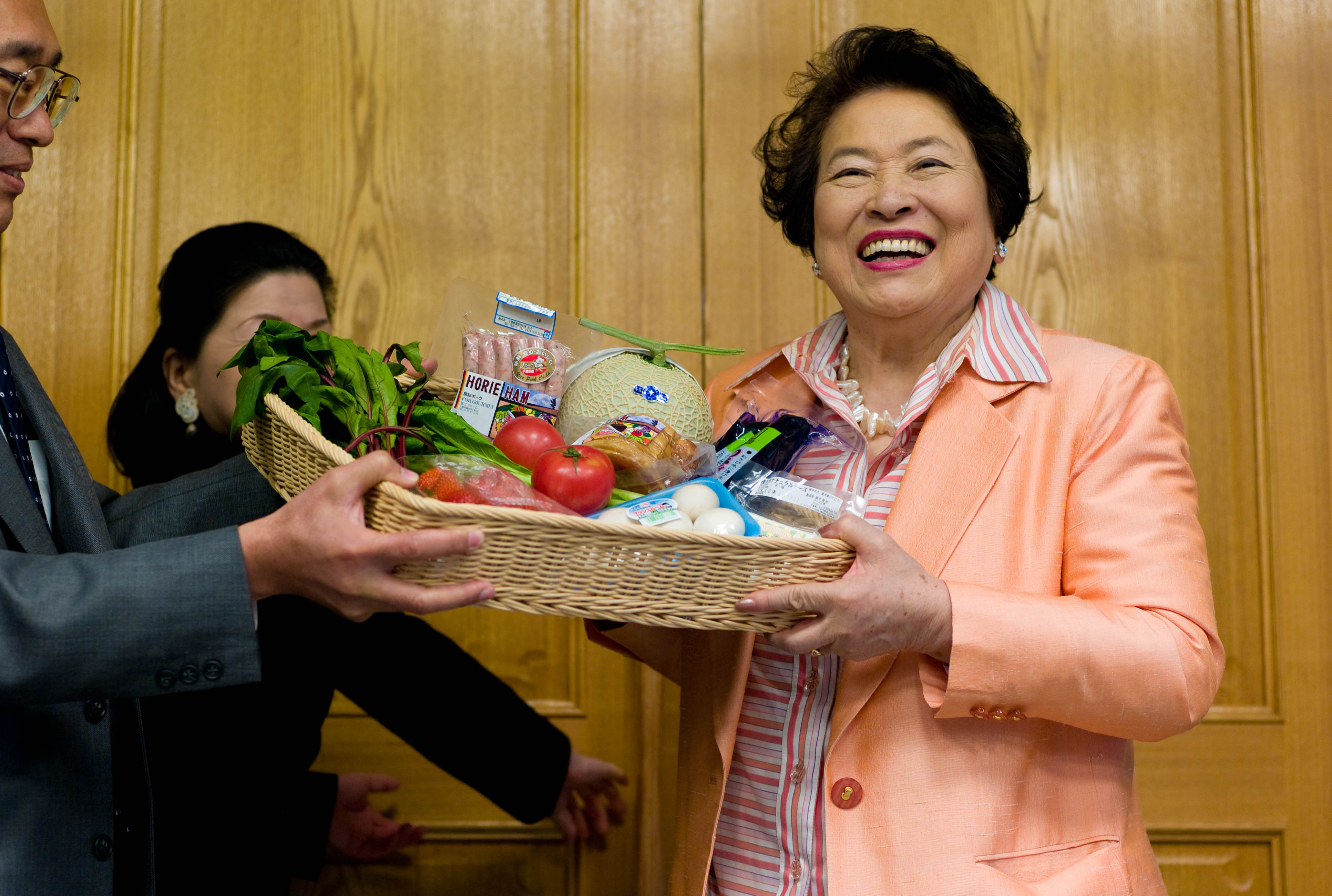
Akiko Dōmoto présentant des produits originaires de la préfecture de Chiba en 2008.
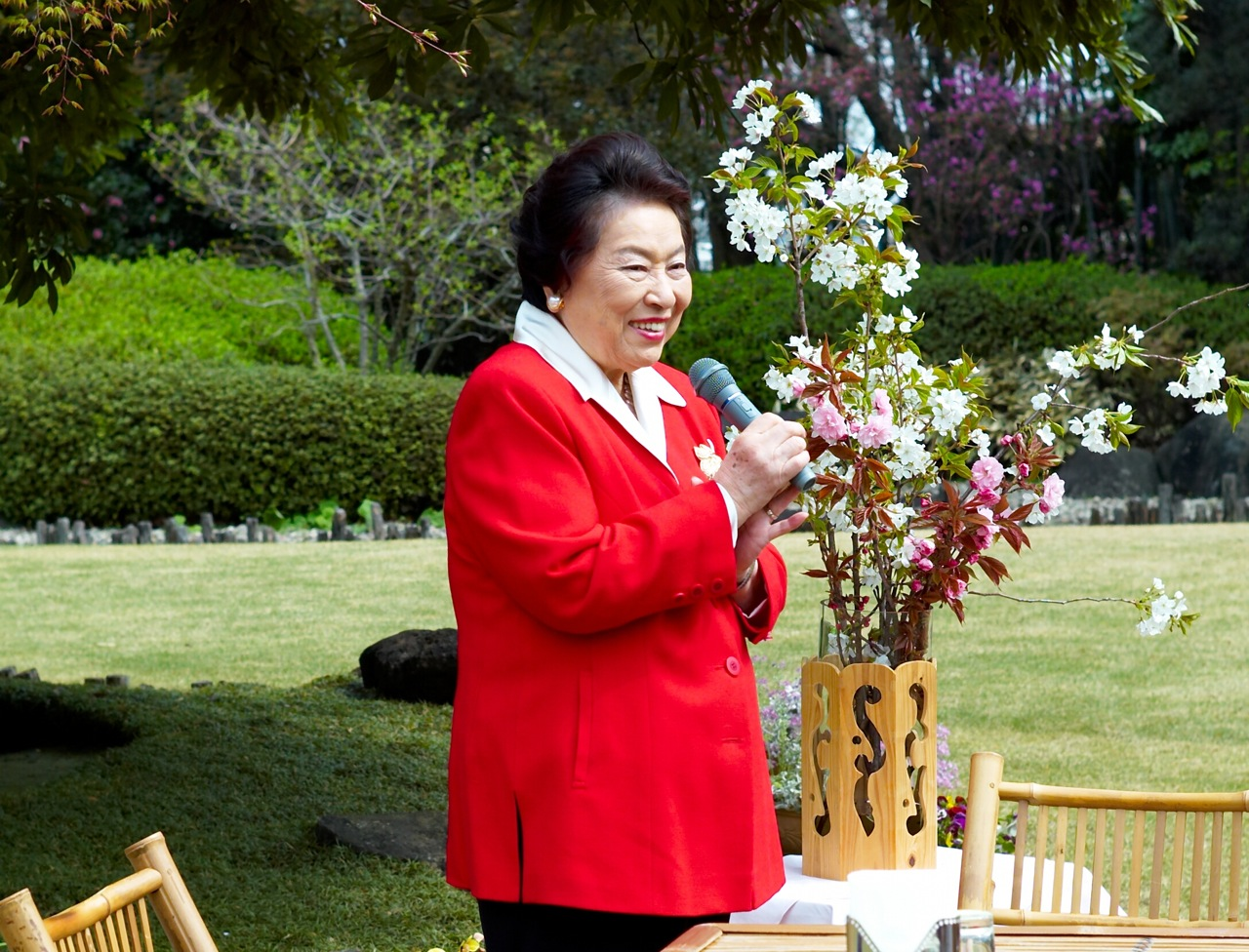
Akiko Dōmoto en 2007.